# Auxelles-Haut
Auxelles-Haut là một xã của tỉnh Territoire de Belfort, thuộc vùng Bourgogne-Franche-Comté, đông bắc Pháp.

## Thông tin nhân khẩu
Theo điều tra nhân khẩu năm 1999, xã này có dân số 305.
The ước tính for 2005 was 307.